# BATT (プロレス)
BATT（バット）は、複数のプロレス団体の所属選手によって形成されたユニット。

## 概要
2001年、新日本プロレスの武藤敬司を中心として「プロレスLOVE」を合言葉に結成されたユニットで、BATTは「Bad Ass Translate Trading」の略。「垣根を越えた悪ガキども」という意味合いだという。漢字で書くと「抜斗」と表記する。
武藤の凱旋帰国以来、武藤と大谷晋二郎はすでにタッグを組んでいたが2001年2月11日の武藤＆大谷組と佐々木健介＆越中詩郎組の試合に突如ドン・フライが乱入し、緊急合体したことからユニットとしての形が始まる。その後2月18日の武藤対村上一成戦でセコンドに付いた太陽ケアと、試合の途中で白覆面姿で登場した新崎人生が加わった。そして3月17日の愛知大会のセミメインイベント、武藤＆フライ組対天山広吉＆小島聡組の終了後にTEAM2000が武藤とフライをリンチしているところを馳浩がスーツ姿で乱入し、次々と裏投げで放り投げ武藤らと合体することをアピールした。馳は、「おい、武藤、やりたいようにやれよ。俺がバックアップするからな」という台詞を武藤に発した。BATTの名前が発表されたのもこの後の会見時である。
結成時は新日本プロレス、全日本プロレス、みちのくプロレスとプロレス団体の垣根を越えて選手が集まり、当時新たなプロレス像を作り上げた。肩書きが異なる多種多様なメンバーで構成されるユニットは過去のプロレス史にも存在したが、各団体に身を置くメインイベンター達が集結するような規模のユニットは前例が無く、団体交流戦が一気に活発化した2000年代のプロレス界の潮流を象徴するユニットだった。一方で、WCWから新日本プロレスに戻った武藤の居場所が無かったために強引に作った寄せ集め集団とも言われた。しかしながら、武藤はそれをまとめ上げ確立した。
しかし2002年の武藤の全日本プロレス移籍に伴い、「発展的解消」としてBATTは消滅した。
2004年、武藤のデビュー20周年を記念し、人生、西村修とタッグを結成して一夜限りのBATT復活を果たしている。
また2019年2月には武藤敬司プロデュース興行PRO-WRESTLING MASTERSで一夜限りでドン・フライ、太陽ケア、新崎人生、大谷晋二郎が集結しTEAM2000（天山広吉、小島聡、ヒロ斎藤、スーパーJ）と対戦した。しかし試合中にフライがケアを攻撃し、古巣TEAM2000に寝返ると言うハプニングが起きている。

## メンバー
- 武藤敬司（新日本プロレス）
- 馳浩（全日本プロレス）
- 太陽ケア（全日本プロレス）
- 新崎人生（みちのくプロレス）
- ドン・フライ（フリー）
- 大谷晋二郎 - （所属していた新日本プロレスを退団したため脱退）

## サポートメンバー
- 獣神サンダー・ライガー（新日本プロレス）
- 西村修（新日本プロレス）

## 戦績
全日本プロレス＆新日本プロレス
- 三冠ヘビー級王座（武藤）
- 世界タッグ王座（武藤&ケア）
- IWGPタッグ王座（武藤&ケア）
- 世界最強タッグ決定リーグ戦（武藤&ケア）

プロレス大賞
- 最優秀選手賞MVP（武藤）